# Buenos Aires tartomány
Buenos Aires egyike Argentína 23 tartományának. Argentína lakosságának harmada itt él. Ez a legnagyobb és a legnépesebb argentin tartomány.

## Földrajz
Az ország középső részén helyezkedik el.

## Népesség és városok
A tartomány lakosságának nagy része az ún. Gran Buenos Aires-ben koncentrálódik.

## Története
A 16. századi spanyol gyarmatosítás előtt a tartomány lakói indiánok voltak. Az azóta eltelt 350 év alatt lényegében kiirtották őket, nagyon kevesen vannak már, kulturális örökségük elveszett.
Pedro de Mendoza alapította Santa María del Buen Ayre telepet 1536-ban. Az első kapcsolatfelvétel az indiánokkal békés volt, de hamarosan ellenségessé vált a viszony. A telepet 1541-ben kiürítették. 1580-ban Juan de Garay újra megalapította a települést Santísima Trinidad y Puerto Santa María de los Buenos Aires néven.
A marhatenyésztő farmok folyamatosan terjeszkedtek, habár folyamatos konfliktusban voltak az indiánokkal. Buenos Aires kikötője azonban a terület gazdasági központja maradt. Hús, bőr, és a belőlük készült termékek exportján alapult a vidék gazdasági fejlődése.
A jezsuiták sikertelenül próbálták az indiánokat a spanyol hódítók európai kultúrájához asszimilálni. Bizonyos egyensúly alakult ki a 18. század végén, amikor a Salado folyó lett a két civilizáció határa, bár gyakoriak maradtak a határmenti települések elleni indián támadások. E helyzet 1879-ben szűnt meg, amikor a Sivatag Meghódítása (Conquista del Desierto) során az indiánokat majdnem teljesen kiirtották.
1816-ban, a Spanyolországtól való függetlenség kikiáltása után a város és a tartomány a többi tartomány ellen folyó polgárháború gyújtópontjába került. 1831-ben jött létre az Argentin Konföderáció, amelyben az államhatalom többé-kevésbé biztosította a törékeny egységet. A föderális és az egységes állam hívei között tovább folyt a vita Buenos Aires befolyásáról, az ottani kikötőből származó bevételek (akkoriban a fő állami jövedelemforrás) elosztásáról. E viták időnként fegyveres összetűzésekké fajultak. Buenos Aires tartomány 1852. szeptember 11-én kikiáltotta függetlenségét. Buenos Aires Állam 1861-re újraegyesítette az Argentin Köztársaságot. 1880-ig még időnként fellángoltak a konfliktusok. Akkor Buenos Aires várost közigazgatásilag elválasztották a tartománytól, szövetségi város lett.
1880-as értéken számolva egymilliárd dollár értékű brit beruházás, valamint a fejlődést támogató beruházásösztönző, oktatási és bevándorlási politika országos jelentőségű, drámai gazdasági növekedést indított be. Az európai bevándorlás és az egészségügyi helyzet javulása miatt az 1880-ban egymilliós lakosság 1895-re majdnem megduplázódott, majd 1914-re négymilliósra nőtt. 1914-re a vasút elért majdnem minden várost és települést. Sok új település a vasútállomások körül alakult ki.
A gyors fejlődés e korszakát az 1929-es Wall Street-i tőzsdekrach akasztotta meg. Összeomlottak a fogyasztási cikkek árai (Argentína exportjának 99%-a akkoriban mezőgazdasági termék volt), a beruházások pedig megszűntek. Perón kormánya erre nagyszabású hitelezési és közmunka-programokkal reagált. Ennek nyoma ma is látszik. Tartományszerte gátak, erőművek, vízművek, kövezett utak, középületek, iskolák, egészségügyi intézmények, nagyszabású regionális kórházak épültek.
1930 után a tartomány lakossága egyenlőtlenül nőtt. A növekedés Buenos Aires elővárosaiban volt a gyorsabb. 1960-ban ezekben az elővárosokban élt 4 millió ember a tartomány teljes, 7 milliós lakosságából. Ezek közül az új elővárosok közül sok (különösen a szegények által lakottak) korábbi mocsarakra épült és árvízveszélyes hely. Ennek orvoslására építették a Roggero víztározót. Az 1971-ben elkészült víztározó az erőművel és a vízellátó hálózattal lehetővé tette Buenos Aires körzetének további - korábbinál rendezettebb - növekedését. E térségben ma 10 millió ember él, a tartomány lakosságának kétharmada.

## Közigazgatás
Kormányzók:
- 1995- Daniel Scioli

### Körzetek (partidók)
A többi tartománytól eltérően, nem megyékre, hanem körzetekre osztották fel Buenos Aires tartomány területét.
1. Adolfo Alsina (Carhué)

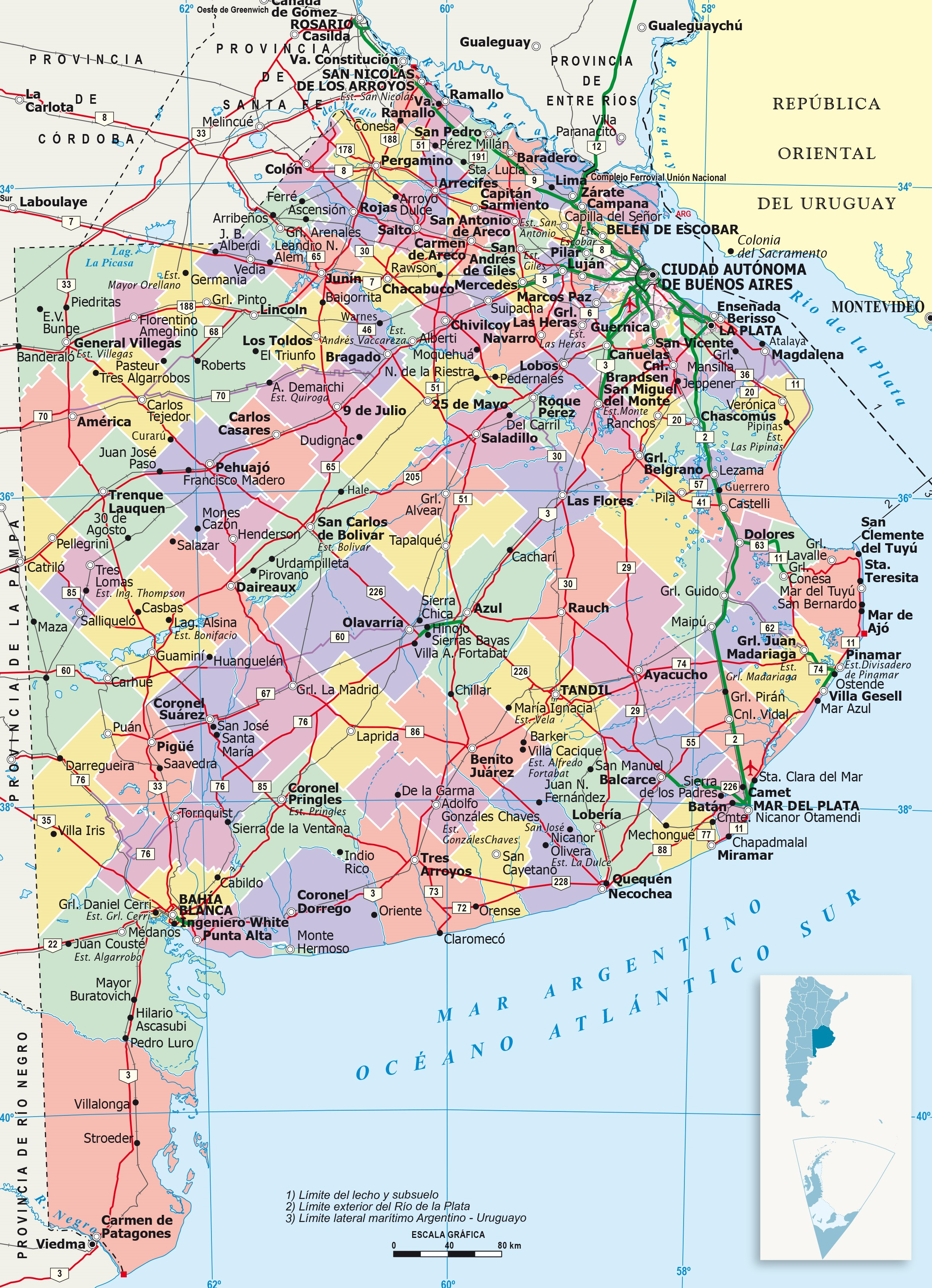
Partidos

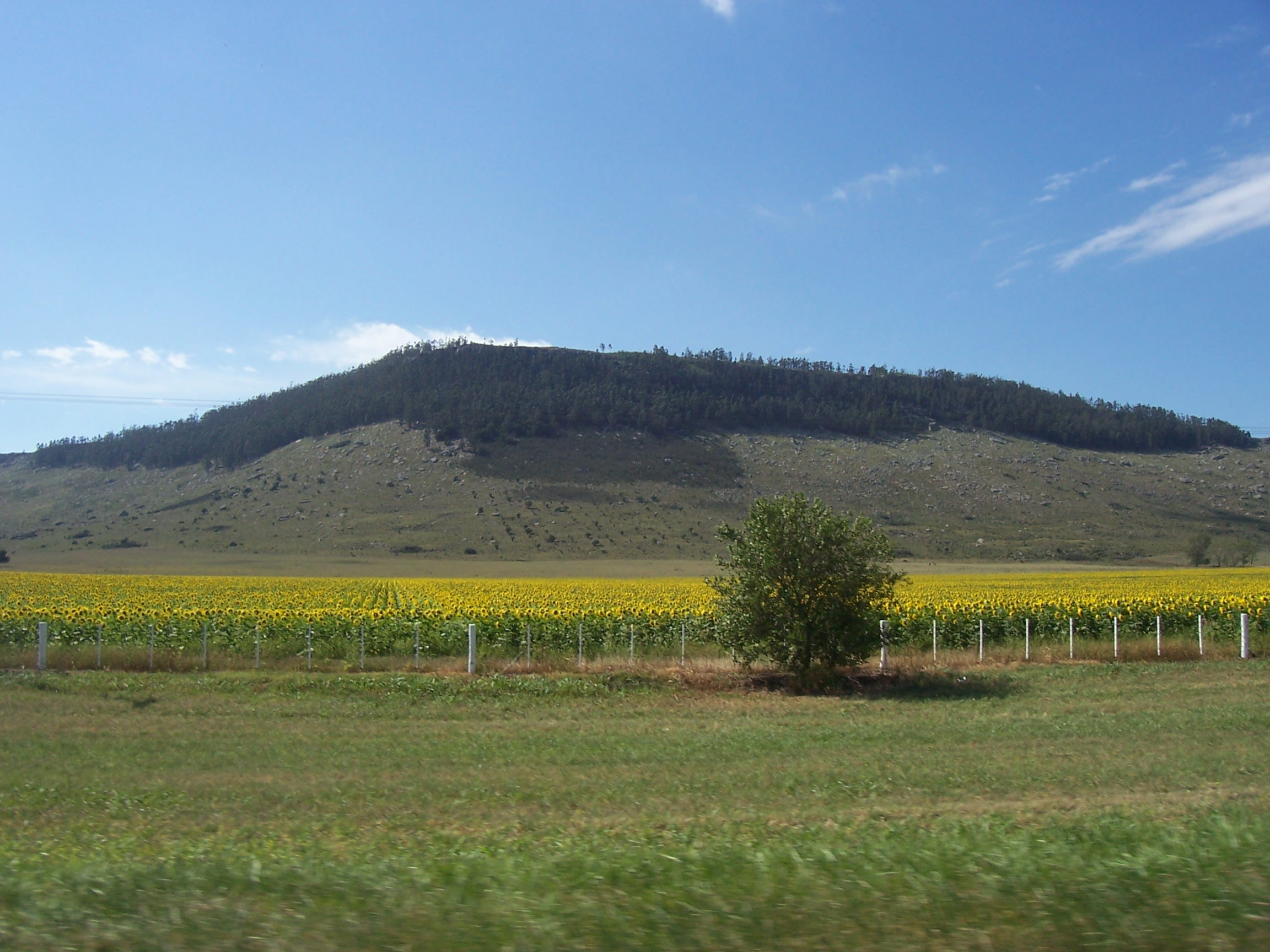
Balcarce

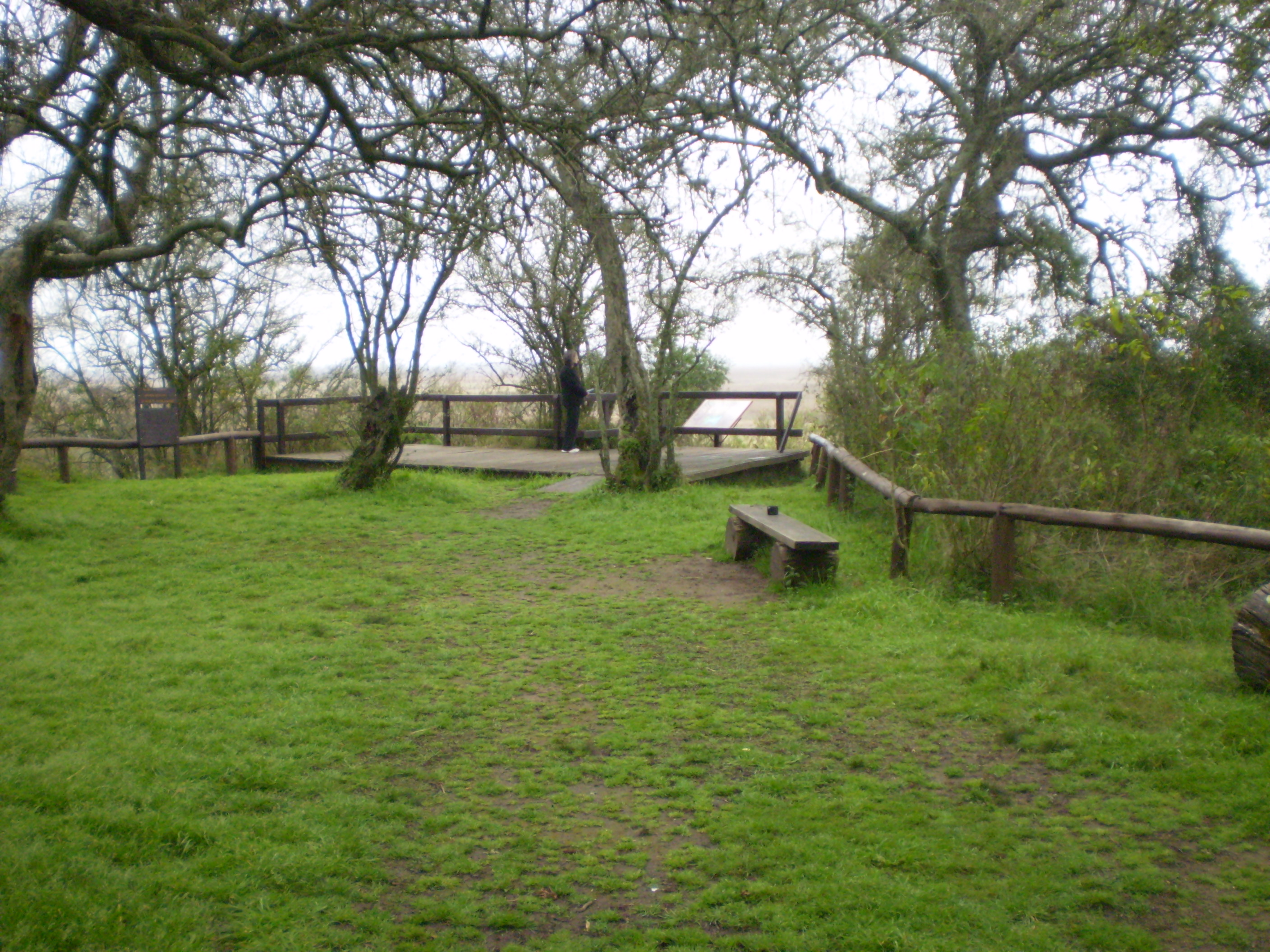
Campana

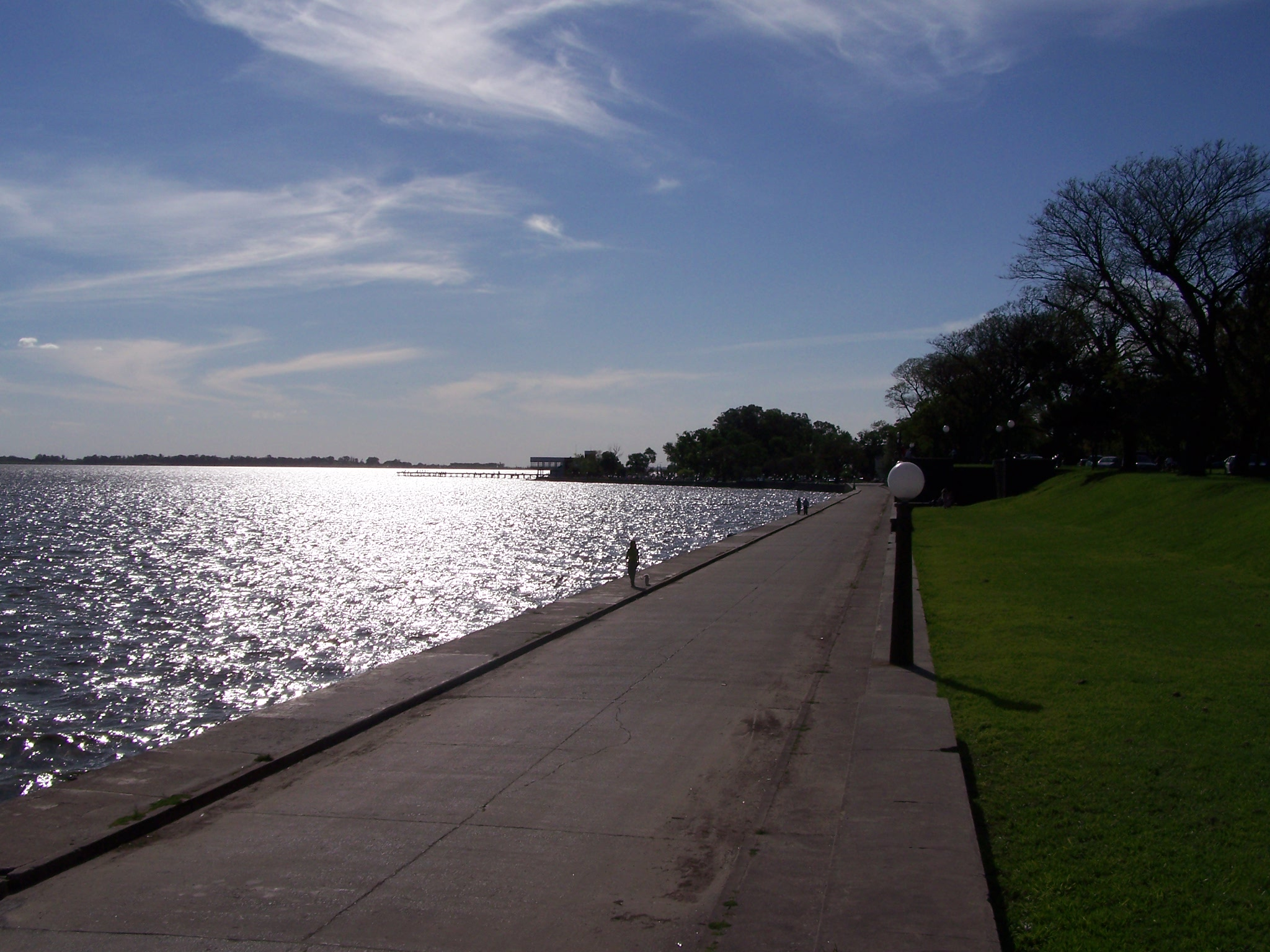
Chascomus tó

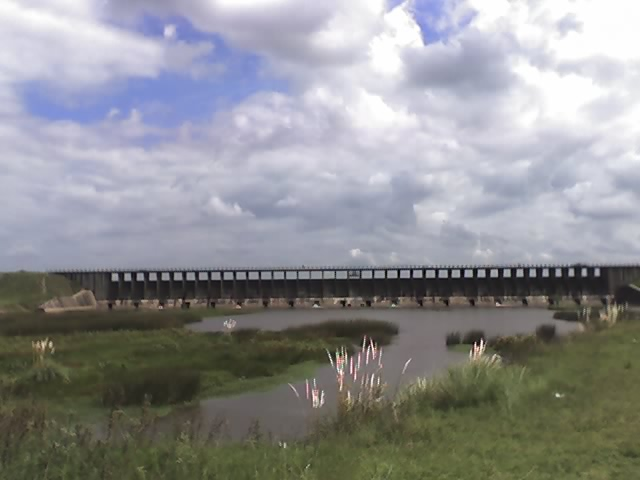
Roggero tározó

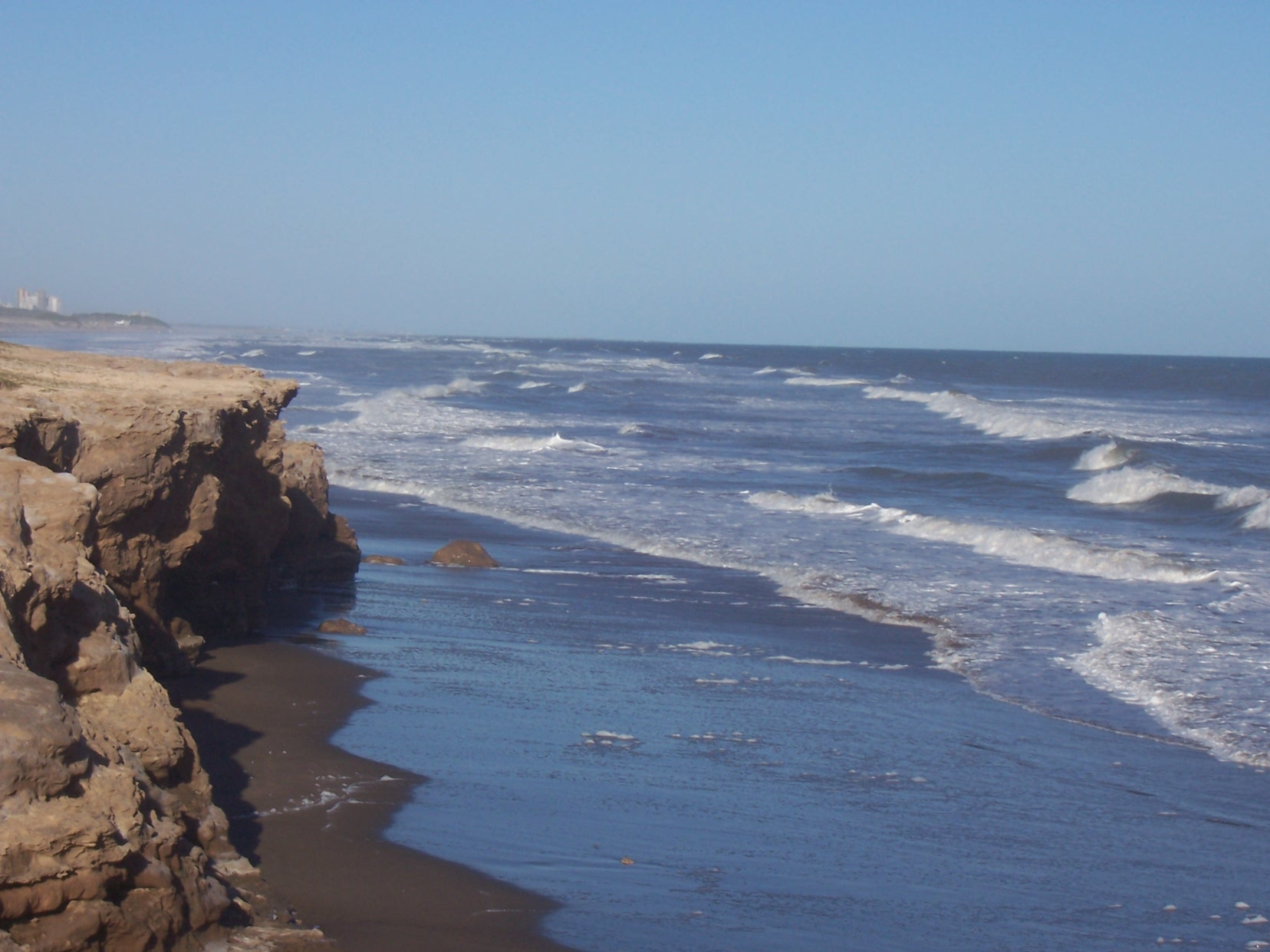
Necochea

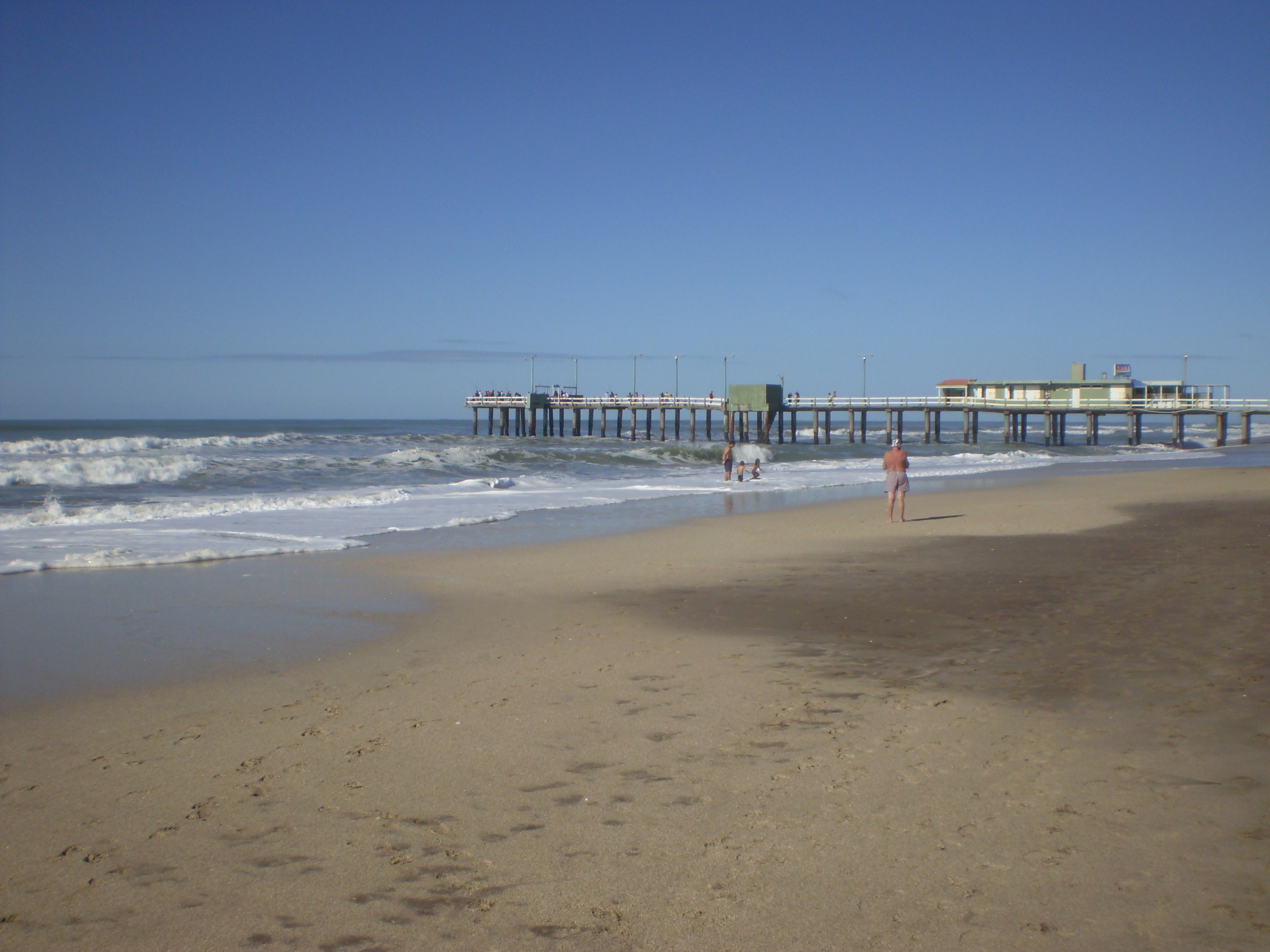
Pinamar

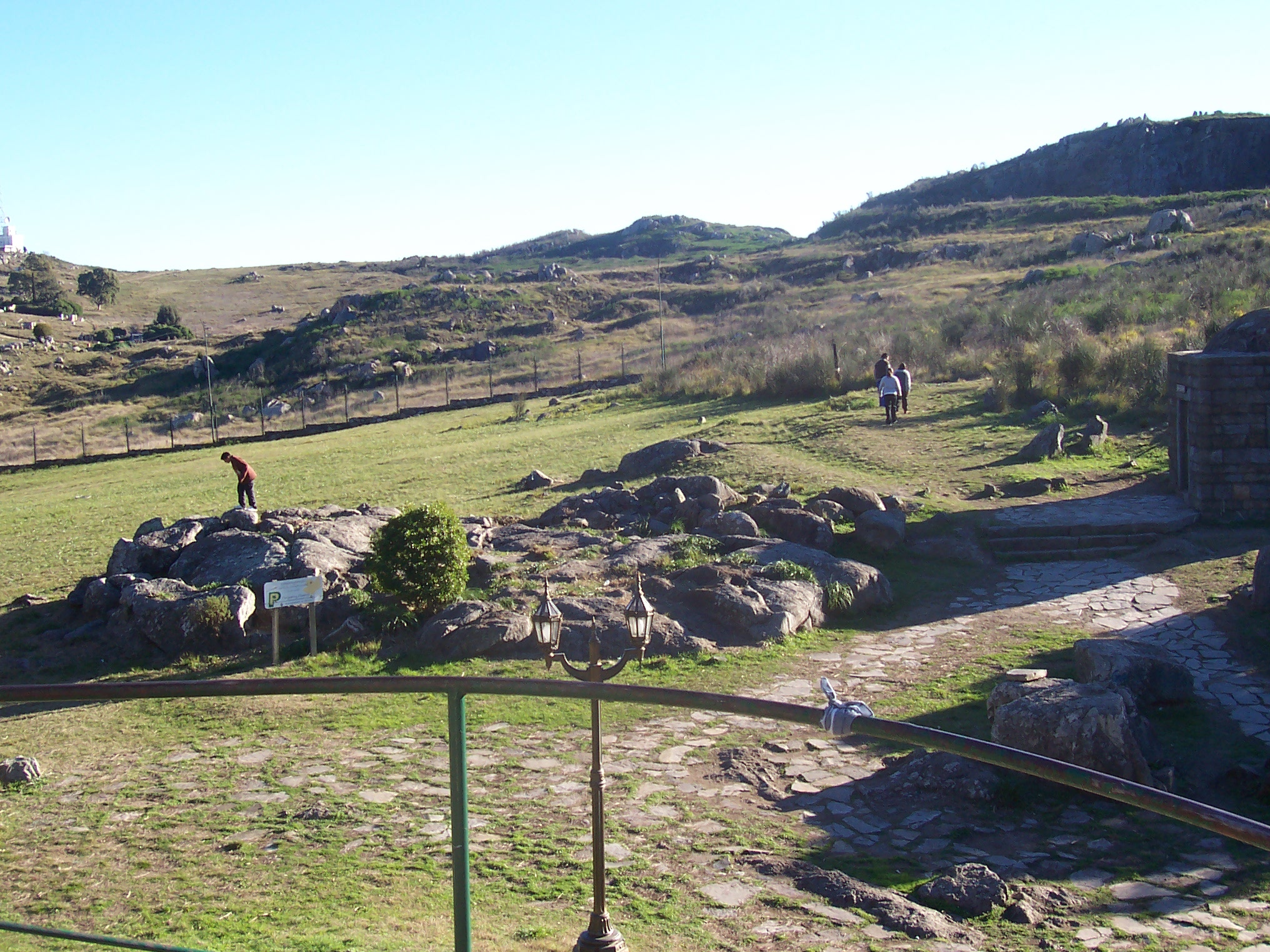
Tandil park

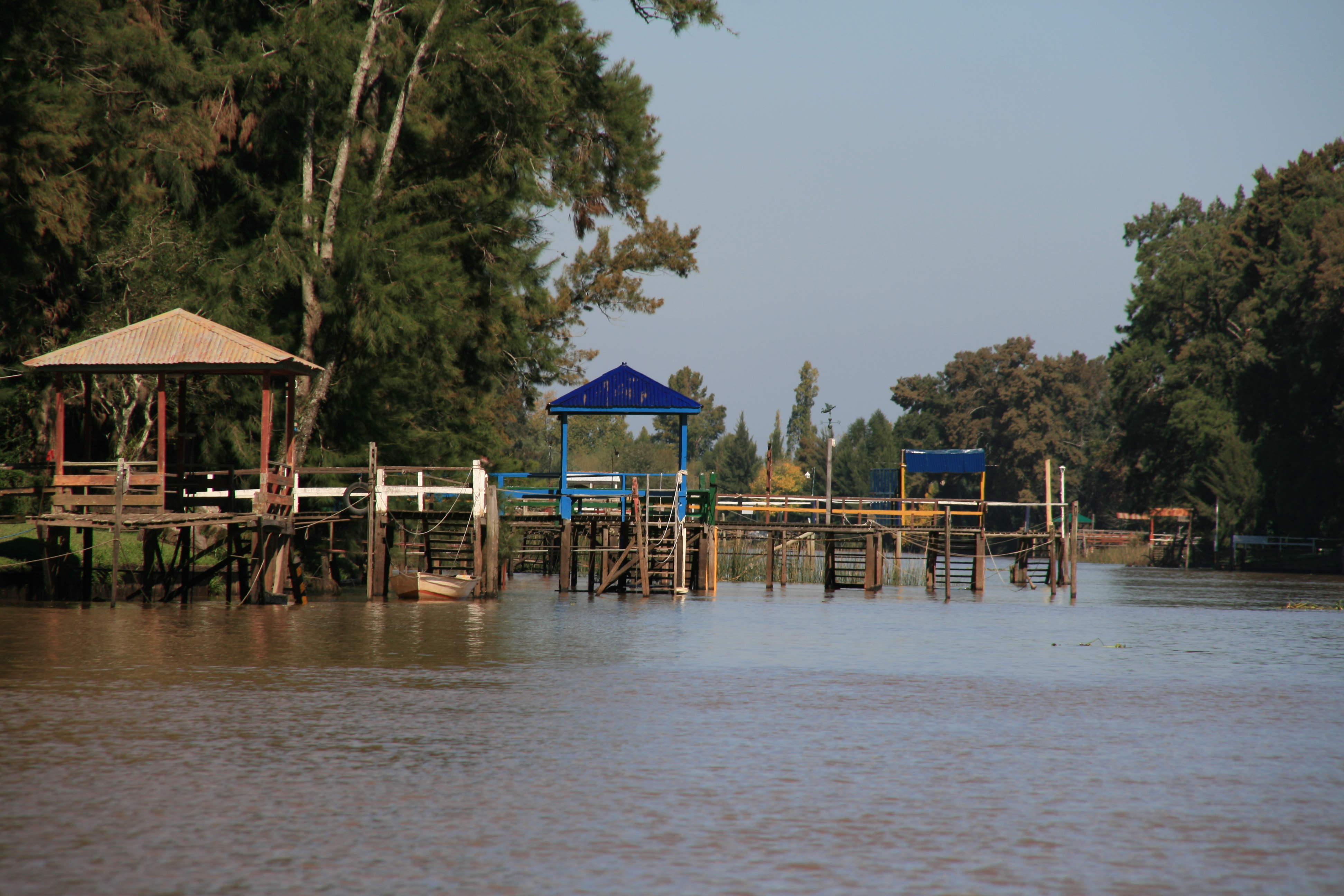
Parana folyó

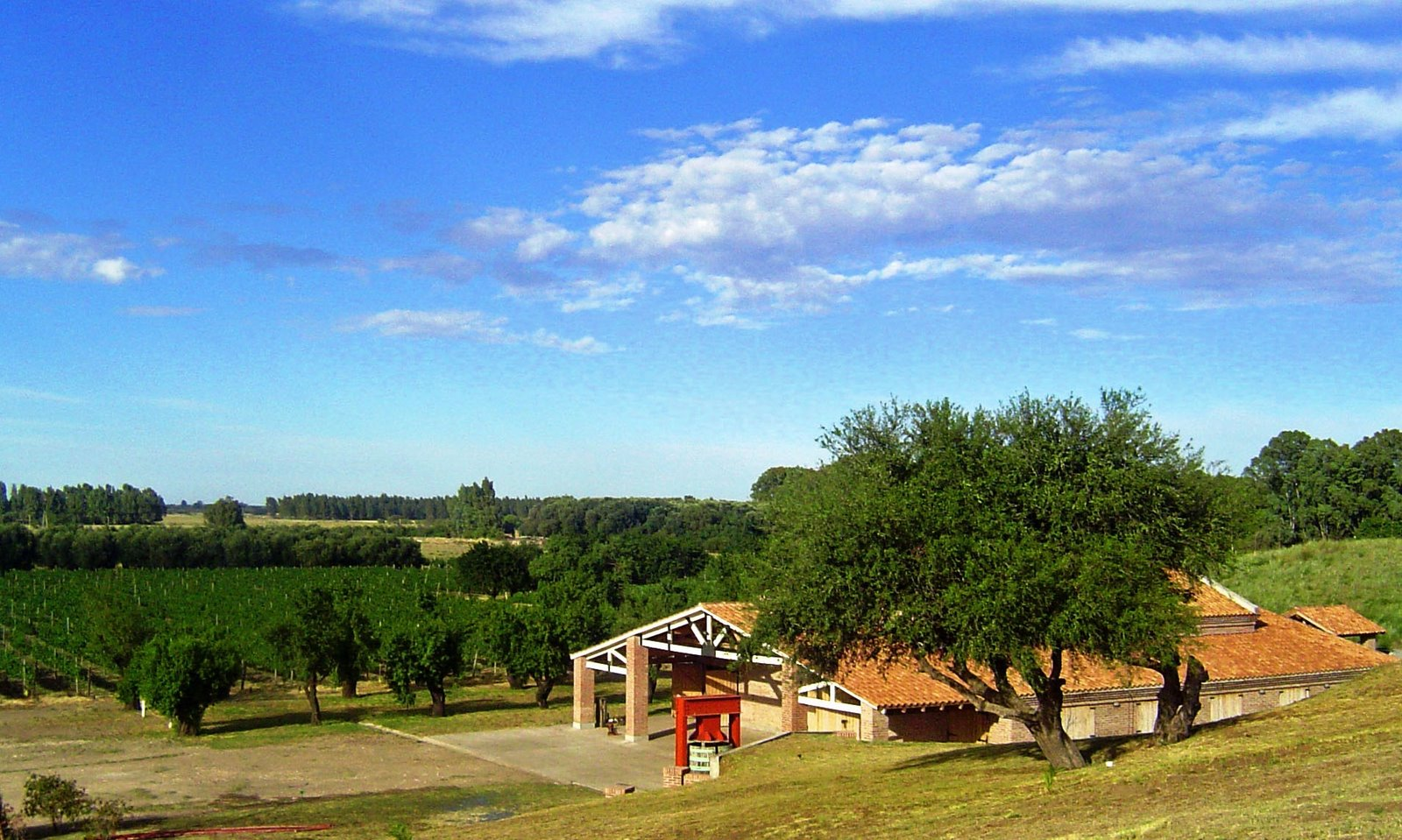
Médanos

2. Adolfo Gonzales Chaves (Adolfo Gonzales Chaves)
3. Alberti (Alberti)
4. Almirante Brown (Adrogué)
5. Arrecifes (Arrecifes)
6. Avellaneda (Avellaneda)
7. Ayacucho (Ayacucho)
8. Azul (Azul)
9. Bahía Blanca (Bahía Blanca)
10. Balcarce (Balcarce)
11. Baradero (Baradero)
12. Benito Juárez (Benito Juárez)
13. Berazategui (Berazategui)
14. Berisso (Berisso)
15. Bolívar (San Carlos de Bolívar)
16. Bragado (Bragado)
17. Brandsen (Coronel Brandsen)
18. Campana (Campana)
19. Cañuelas (Cañuelas)
20. Capitán Sarmiento (Capitán Sarmiento)
21. Carlos Casares (Carlos Casares)
22. Carlos Tejedor (Carlos Tejedor)
23. Carmen de Areco (Carmen de Areco)
24. Castelli (Castelli)
25. Chacabuco (Chacabuco)
26. Chascomús (Chascomús)
27. Chivilcoy (Chivilcoy)
28. Colón (Colón)
29. Coronel de Marina Leonardo Rosales (Punta Alta)
30. Coronel Dorrego (Coronel Dorrego)
31. Coronel Pringles (Coronel Pringles)
32. Coronel Suárez (Coronel Suárez)
33. Daireaux (Daireaux)
34. Dolores (Dolores)
35. Ensenada (Ensenada)
36. Escobar (Belén de Escobar)
37. Esteban Echeverría (Monte Grande)
38. Exaltación de la Cruz (Capilla del Señor)
39. Ezeiza (Ezeiza)
40. Florencio Varela (Florencio Varela)
41. Florentino Ameghino (Florentino Ameghino)
42. General Alvarado (Miramar)
43. General Alvear (General Alvear)
44. General Arenales (General Arenales)
45. General Belgrano (General Belgrano)
46. General Guido (General Guido)
47. General Madariaga (General Juan Madariaga)
48. General La Madrid (General La Madrid)
49. General Las Heras (General Las Heras)
50. General Lavalle (General Lavalle)
51. General Paz (Ranchos)
52. General Pinto (General Pinto)
53. General Pueyrredón (Mar del Plata)
54. General Rodríguez (General Rodríguez)
55. General San Martín (General San Martín)
56. General Viamonte (General Viamonte)
57. General Villegas (General Villegas)
58. Guaminí (Guaminí)
59. Hipólito Yrigoyen (Henderson)
60. Hurlingham (Hurlingham)
61. Ituzaingo (Ituzaingo)
62. José C. Paz (José C. Paz)
63. Junín (Junín)
64. La Costa (Mar del Tuyú)
65. La Matanza (San Justo)
66. La Plata (La Plata)
67. Lanús (Lanús)
68. Laprida (Laprida)
69. Las Flores (Las Flores)
70. Leandro N. Alem (Vedia)
71. Lincoln (Lincoln)
72. Lobería (Lobería)
73. Lobos (Lobos)
74. Lomas de Zamora (Lomas de Zamora)
75. Luján (Luján)
76. Magdalena (Magdalena)
77. Maipú (Maipú)
78. Malvinas Argentinas (Los Polvorines)
79. Mar Chiquita (Coronel Vidal)
80. Marcos Paz (Marcos Paz)
81. Mercedes (Mercedes)
82. Merlo (Merlo)
83. Monte Hermoso (Monte Hermoso)
84. Moreno (Moreno)
85. Morón (Morón)
86. Navarro (Navarro)
87. Necochea (Necochea)
88. Nueve de Julio (Nueve de Julio)
89. Olavarría (Olavarría)
90. Patagones (Carmen de Patagones)
91. Pehuajó (Pehuajó)
92. Pellegrini (Pellegrini)
93. Pergamino (Pergamino)
94. Pila (Pila)
95. Pilar (Pilar)
96. Pinamar (Pinamar)
97. Presidente Perón (Guernica)
98. Puan (Puan)
99. Punta Indio (Verónica)
100. Quilmes (Quilmes)
101. Ramallo (Ramallo)
102. Rauch (Rauch)
103. Rivadavia (América)
104. Rojas (Rojas)
105. Roque Pérez (Roque Pérez)
106. Saavedra (Pigüé)
107. Saladillo (Saladillo)
108. Salto (Salto)
109. Salliqueló (Salliqueló)
110. San Andrés de Giles (San Andrés de Giles)
111. San Antonio de Areco (San Antonio de Areco)
112. San Cayetano (San Cayetano)
113. San Fernando (San Fernando)
114. San Isidro (San Isidro)
115. San Miguel (San Miguel)
116. San Miguel del Monte (San Miguel del Monte)
117. San Nicolás (San Nicolás de los Arroyos)
118. San Pedro (San Pedro)
119. San Vicente (San Vicente)
120. Suipacha (Suipacha)
121. Tandil (Tandil)
122. Tapalqué (Tapalqué)
123. Tigre (Tigre)
124. Tordillo (General Conesa)
125. Tornquist (Tornquist)
126. Trenque Lauquen (Trenque Lauquen)
127. Tres Arroyos (Tres Arroyos)
128. Tres de Febrero (Caseros)
129. Tres Lomas (Tres Lomas)
130. Veinticinco de Mayo (Veinticinco de Mayo)
131. Vicente López (Olivos)
132. Villa Gesell (Villa Gesell)
133. Villarino (Médanos)
134. Zárate (Zárate)